# Atletismo nos Jogos Olímpicos de Verão de 2020 - 3000 m com obstáculos masculino
O evento dos 3000 metros com obstáculos masculino nos Jogos Olímpicos de Verão de 2020 ocorreu entre nos dias 30 de julho e 2 de agosto de 2021 no Estádio Olímpico. Esperava-se que aproximadamente quarenta e cinco atletas participassem.

## Qualificação
Um Comitê Olímpico Nacional (CON) pode inscrever até três atletas no evento masculino de 3000 metros com obstáculos desde que todos atendam ao padrão de inscrição ou se classificarem pelo ranking durante o período de qualificação (o limite de três está em vigor desde o Congresso Olímpico de 1930). O tempo padrão a qualificação é 8:22.00. Este padrão foi "estabelecido com o único propósito de qualificar atletas com desempenhos excepcionais incapazes de se qualificar através do caminho do Ranking Mundial da IAAF". O ranking mundial, baseado na média dos cinco melhores resultados do atleta durante o período de qualificação e ponderado pela importância do evento, foi usado para qualificar os atletas até que o limite de 45 fosse alcançado.
O período de qualificação foi originalmente de 1 de maio de 2019 a 29 de junho de 2020. Devido à pandemia de COVID-19, este período foi suspenso de 6 de abril de 2020 a 30 de novembro de 2020, com a data de término estendida para 29 de junho de 2021. O início do período do ranking mundial a data também foi alterada de 1 de maio de 2019 para 30 de junho de 2020; os atletas que atingiram o padrão de qualificação naquela época ainda estavam qualificados, mas aqueles que usavam as classificações mundiais não seriam capazes de contar os desempenhos durante esse tempo. Os padrões de tempo de qualificação podem ser obtidos em várias competições durante o período determinado que tenham a aprovação da IAAF. Tanto competições ao ar livre quanto em recinto fechado eram elegíveis para a qualificação. Os campeonatos continentais mais recentes podem ser contados no ranking, mesmo que não durante o período de qualificação.
Os CONs também podem usar sua vaga de universalidade — cada CON pode inscrever um atleta masculino independentemente do tempo, se não houver nenhum atleta masculino que atenda ao padrão de entrada a um evento de atletismo — nos 3000 metros com obstáculos.

## Formato
O evento continua a usar o formato de duas fases (eliminatórias e final) introduzido em 2012. São 3 baterias iniciais, com os 3 primeiros colocados em cada uma e os 6 melhores tempos no geral avançando para a final.

## Calendário
Horário local (UTC +9)
| 30 de julho   | 2 de agosto |
| 9:30          | 21:15       |
| ------------- | ----------- |
| Eliminatórias | Final       |

## Medalhistas
| Ouro   | MAR Soufiane El Bakkali |
| Prata  | ETH Lamecha Girma       |
| Bronze | KEN Benjamin Kigen      |

## Recordes
Antes desta competição, os recordes mundiais, olímpicos e regionais existentes eram os seguintes: 
| Tipo             | Atleta              | Tempo   | Local          | Data                  |
| ---------------- | ------------------- | ------- | -------------- | --------------------- |
| Recorde mundial  | Saif Saaeed Shaheen | 7:53.63 | Oslo           | 3 de setembro de 2004 |
| Recorde olímpico | Conseslus Kipruto   | 8:03.28 | Rio de Janeiro | 17 de agosto de 2016  |

### Por região
| Área                               | Tempo   | Atleta                      | Nação          |
| ---------------------------------- | ------- | --------------------------- | -------------- |
| África                             | 7:53.64 | Brimin Kipruto              | Quénia         |
| Ásia                               | 7:53.63 | Saif Saaeed Shaheen         | Catar          |
| Europa                             | 8:00.09 | Mahiedine Mekhissi-Benabbad | França         |
| América do Norte, Central e Caribe | 8:00.45 | Evan Jager                  | Estados Unidos |
| Oceania                            | 8:14.05 | Peter Renner                | Nova Zelândia  |
| América do Sul                     | 8:14.41 | Wander Moura                | Brasil         |

Os seguintes recordes nacionais foram estabelecidos durante a competição:
| CON   | Atleta        | Rodada        | Tempo   | Notas |
| ----- | ------------- | ------------- | ------- | ----- |
| Japão | Ryuji Miura   | Eliminatórias | 8:09.92 |       |
| Índia | Avinash Sable | Eliminatórias | 8:18.12 |       |

## Resultados

### Eliminatórias
Regra de qualificação: os 3 primeiros de cada bateria (Q) e os seguintes 6 tempos mais rápidos (q) avançam a final.

#### Bateria 1
| Pos. | Raia | Atleta            | CON                | Tempo          | Notas |
| ---- | ---- | ----------------- | ------------------ | -------------- | ----- |
| 1    | 4    | Lamecha Girma     | ETH Etiópia        | 8:09.83        | Q     |
| 2    | 9    | Ryuji Miura       | JPN Japão          | 8:09.92        | Q,    |
| 3    | 5    | Benjamin Kigen    | KEN Quênia         | 8:10.80        | Q,    |
| 4    | 2    | Ala Zoghlami      | ITA Itália         | 8:14.06        | q,    |
| 5    | 11   | Mohamed Tindouft  | MAR Marrocos       | 8:15.91        | q     |
| 6    | 7    | John Gay          | CAN Canadá         | 8:16.99        | q,    |
| 7    | 15   | Djilali Bedrani   | FRA França         | 8:20.23 (.223) |       |
| 8    | 1    | Mason Ferlic      | USA Estados Unidos | 8:20.23 (.226) |       |
| 9    | 14   | Albert Chemutai   | UGA Uganda         | 8:29.81        |       |
| 10   | 8    | Vidar Johansson   | SWE Suécia         | 8:32.86        |       |
| 11   | 10   | Karl Bebendorf    | GER Alemanha       | 8:33.27        |       |
| 12   | 13   | Carlos San Martín | COL Colômbia       | 8:33.47        |       |
| 13   | 3    | Phil Norman       | GBR Grã-Bretanha   | 8:46.57        |       |
| —    | 6    | Fernando Carro    | ESP Espanha        | —              | DNF   |
| —    | 12   | John Kibet Koech  | BRN Bahrein        | —              | DNF   |

#### Bateria 2
| Pos. | Raia | Atleta               | CON                | Tempo   | Notas                |
| ---- | ---- | -------------------- | ------------------ | ------- | -------------------- |
| 1    | 12   | Abraham Kibiwott     | KEN Quênia         | 8:12.25 | Q                    |
| 2    | 13   | Getnet Wale          | ETH Etiópia        | 8:12.55 | Q                    |
| 3    | 7    | Ahmed Abdelwahed     | ITA Itália         | 8:12.71 | Q                    |
| 4    | 8    | Matthew Hughes       | CAN Canadá         | 8:13.56 | q,                   |
| 5    | 11   | Yemane Haileselassie | ERI Eritreia       | 8:14.63 | q,                   |
| 6    | 5    | Benard Keter         | USA Estados Unidos | 8:17.31 | q,                   |
| 7    | 2    | Avinash Sable        | IND Índia          | 8:18.12 | Recorde nacional     |
| 8    | 14   | Sebastián Martos     | ESP Espanha        | 8:23.07 |                      |
| 9    | 6    | Ryoma Aoki           | JPN Japão          | 8:24.82 |                      |
| 10   | 4    | Abdelkarim Ben Zahra | MAR Marrocos       | 8:28.63 | Recorde da temporada |
| 11   | 3    | Edward Trippas       | AUS Austrália      | 8:29.90 |                      |
| 12   | 10   | Louis Gilavert       | FRA França         | 8:36.35 |                      |
| 13   | 15   | Emil Blomberg        | SWE Suécia         | 8:39.57 |                      |
| 14   | 1    | Zak Seddon           | GBR Grã-Bretanha   | 8:43.29 |                      |
| 15   | 9    | Hichem Bouchicha     | ALG Argélia        | 8:44.75 |                      |

#### Bateria 3
| Pos. | Raia | Atleta              | CON                | Tempo   | Notas           |
| ---- | ---- | ------------------- | ------------------ | ------- | --------------- |
| 1    | 1    | Soufiane El Bakkali | MAR Marrocos       | 8:19.00 | Q               |
| 2    | 5    | Topi Raitanen       | FIN Finlândia      | 8:19.17 | Q,              |
| 3    | 11   | Alexis Phelut       | FRA França         | 8:19.36 | Q               |
| 4    | 3    | Osama Zoghlami      | ITA Itália         | 8:19.51 |                 |
| 5    | 8    | Leonard Bett        | KEN Quênia         | 8:19.62 |                 |
| 6    | 10   | Hillary Bor         | USA Estados Unidos | 8:19.80 |                 |
| 7    | 6    | Ben Buckingham      | AUS Austrália      | 8:20.95 | Recorde pessoal |
| 8    | 13   | Ole Hesselbjerg     | DEN Dinamarca      | 8:24.08 |                 |
| 9    | 4    | Tadese Takele       | ETH Etiópia        | 8:24.69 |                 |
| 10   | 2    | Altobeli da Silva   | BRA Brasil         | 8:29.17 |                 |
| 11   | 7    | Simon Sundström     | SWE Suécia         | 8:29.84 |                 |
| 12   | 14   | Kosei Yamaguchi     | JPN Japão          | 8:31.27 |                 |
| 13   | 12   | Daniel Arce         | ESP Espanha        | 8:38.09 |                 |
| 14   | 9    | Matthew Clarke      | AUS Austrália      | 8:42.37 |                 |

### Final
A final foi disputada em 2 de agosto, às 21:15 locais.
| Pos.              | Atleta               | CON                | Tempo   | Notas                |
| ----------------- | -------------------- | ------------------ | ------- | -------------------- |
| Medalha de ouro   | Soufiane El Bakkali  | MAR Marrocos       | 8:08.90 |                      |
| Medalha de prata  | Lamecha Girma        | ETH Etiópia        | 8:10.38 |                      |
| Medalha de bronze | Benjamin Kigen       | KEN Quênia         | 8:11.45 |                      |
| 4                 | Getnet Wale          | ETH Etiópia        | 8:14.97 |                      |
| 5                 | Yemane Haileselassie | ERI Eritreia       | 8:15.34 |                      |
| 6                 | Matthew Hughes       | CAN Canadá         | 8:16.03 |                      |
| 7                 | Ryuji Miura          | JPN Japão          | 8:16.90 |                      |
| 8                 | Topi Raitanen        | FIN Finlândia      | 8:17.44 | Recorde da temporada |
| 9                 | Ala Zoghlami         | ITA Itália         | 8:18.50 |                      |
| 10                | Abraham Kibiwott     | KEN Quênia         | 8:19.41 |                      |
| 11                | Benard Keter         | USA Estados Unidos | 8:22.12 |                      |
| 12                | Alexis Phelut        | FRA França         | 8:23.14 |                      |
| 13                | Mohamed Tindouft     | MAR Marrocos       | 8:23.56 |                      |
| 14                | Ahmed Abdelwahed     | ITA Itália         | 8:24.34 |                      |
| 15                | John Gay             | CAN Canadá         | 8:35.41 |                      |

Legenda
| Recorde mundial      | Recorde mundial (World record)               |                       | Recorde africano                      | Recorde africano (African) |                                           | Q | Classificado por posição (Qualified) |
| Recorde olímpico     | Recorde olímpico (Olympic record)            | Recorde da América    | Recorde da América (Americas)         | q                          | Classificado por melhor tempo (Qualified) |   |                                      |
| Melhor marca do ano  | Melhor marca do ano (World leading)          | Recorde asiático      | Recorde asiático (Asian)              | DNS                        | Não largou (Did not start)                |   |                                      |
| Recorde nacional     | Recorde nacional (National record)           | Recorde europeu       | Recorde europeu (European)            | DNF                        | Não terminou (Did not finish)             |   |                                      |
| Recorde pessoal      | Recorde pessoal do atleta (Personal best)    | Recorde da Oceania    | Recorde da Oceania (Oceania)          | DSQ / DQ                   | Desclassificado (Disqualified)            |   |                                      |
| Recorde da temporada | Recorde da temporada do atleta (Season best) | Recorde sul-americano | Recorde sul-americano (South America) | NM                         | Sem marca (No mark)                       |   |                                      |